# ラッタンツィオ・ケレナ
ラッタンツィオ・ケレナ（Lattanzio Querena、1768年11月1日 - 1853年7月10日）はイタリアの画家である。有名なヴェネツィアの画家アントニオ・ロッタ (Antonio Rotta) の義理の父親である。

## 略歴
現在のロンバルディア州ベルガモ県のクルゾーネに生まれた。母方の祖父から美術を学び、ベルガモの名家、ファンツァーゴ家(Fanzago)の奨学金を得て、ヴェローナのサヴェーリオ・ダッラ・ローザが校長を務める美術学校で学んだ。その後、ヴェネツィア移り、ヴェネツィア美術アカデミーで、フランチェスコ・マジョットに学んだ。
ヴェネツィアではサン・マルコ寺院の入り口のルネッタのモザイク画のデザインやサン・ジョッベ教会(Chiesa di San Giobbe)の壁画などの制作をした。
しばらくベルガモに戻った後、トリノで過ごし、その後ロンバルディアのブレシアに移り、ブレシアでの活動を続けることになった。18世紀のヴェネツィア絵画の伝統にしたがい、新古典主義の画家にも影響を受けたスタイルで宗教画や肖像画を描いた。スキルパーリオのサンタントニオ教会(chiesa di Sant'Antonio)の壁画やクルゾーネのサン・ルイジ教会(chiesa di San Luigi di Clusone)の装飾画などが代表作とされる。
ヴェネツィアで死去した。息子のルイジ・ケレナ(Luigi Querena:1824–1887) は風景画家になり、娘の一人は画家、アントニオ・ロッタと結婚した。

## 作品

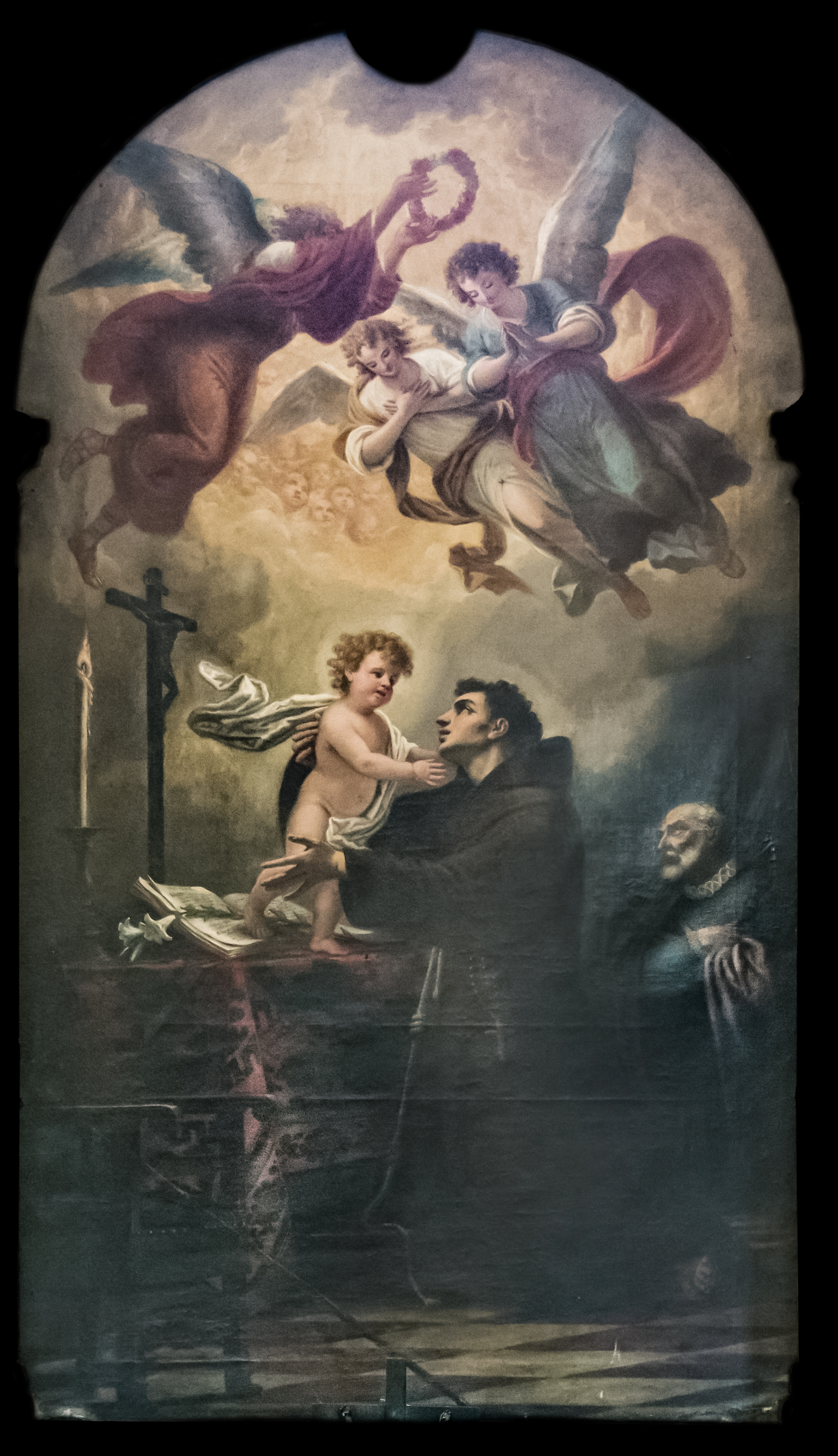
パドヴァのアントニオと幼子のキリスト(c.1820)
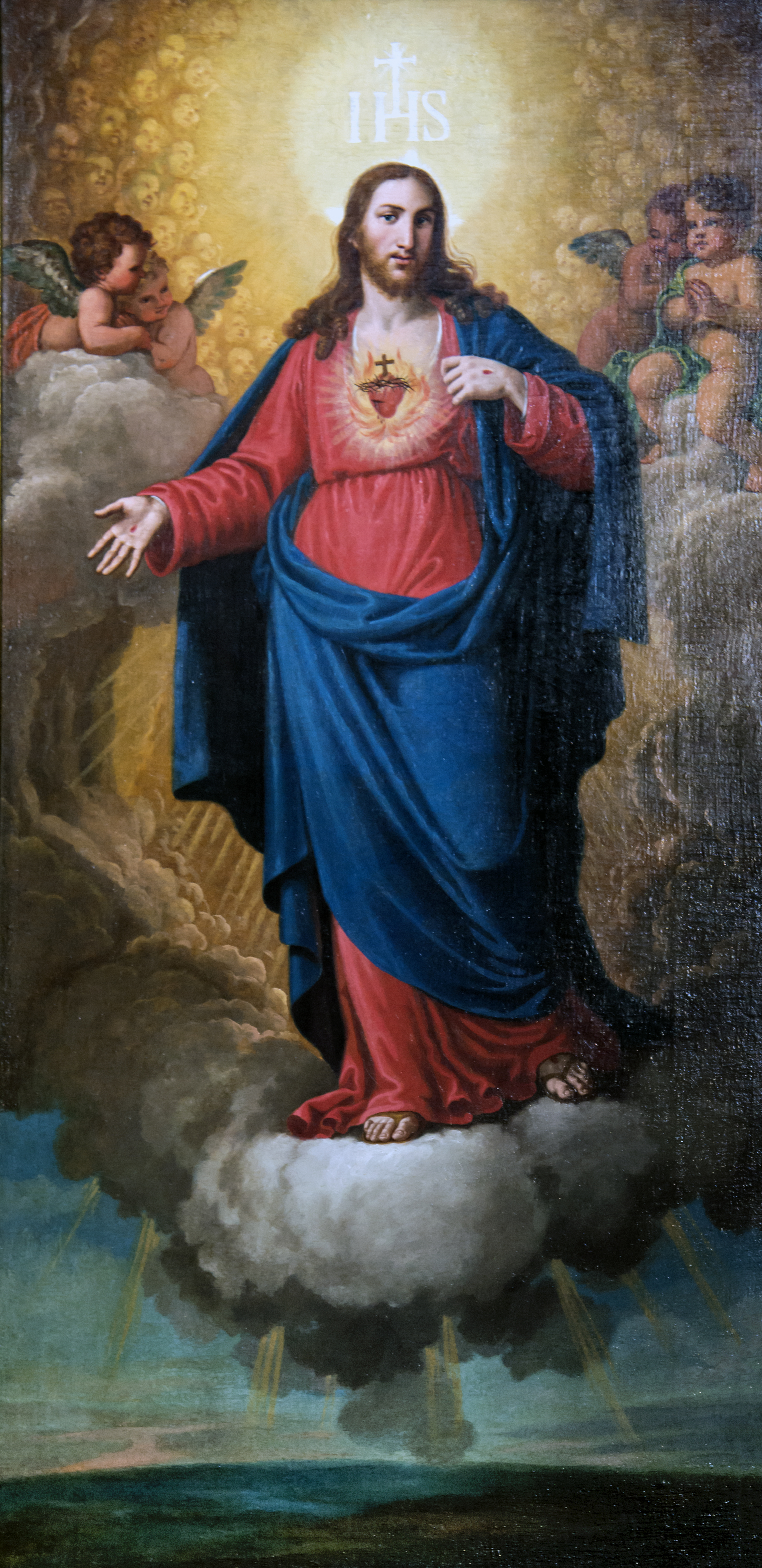
ヴェネツィアのジェズ教会の装飾画
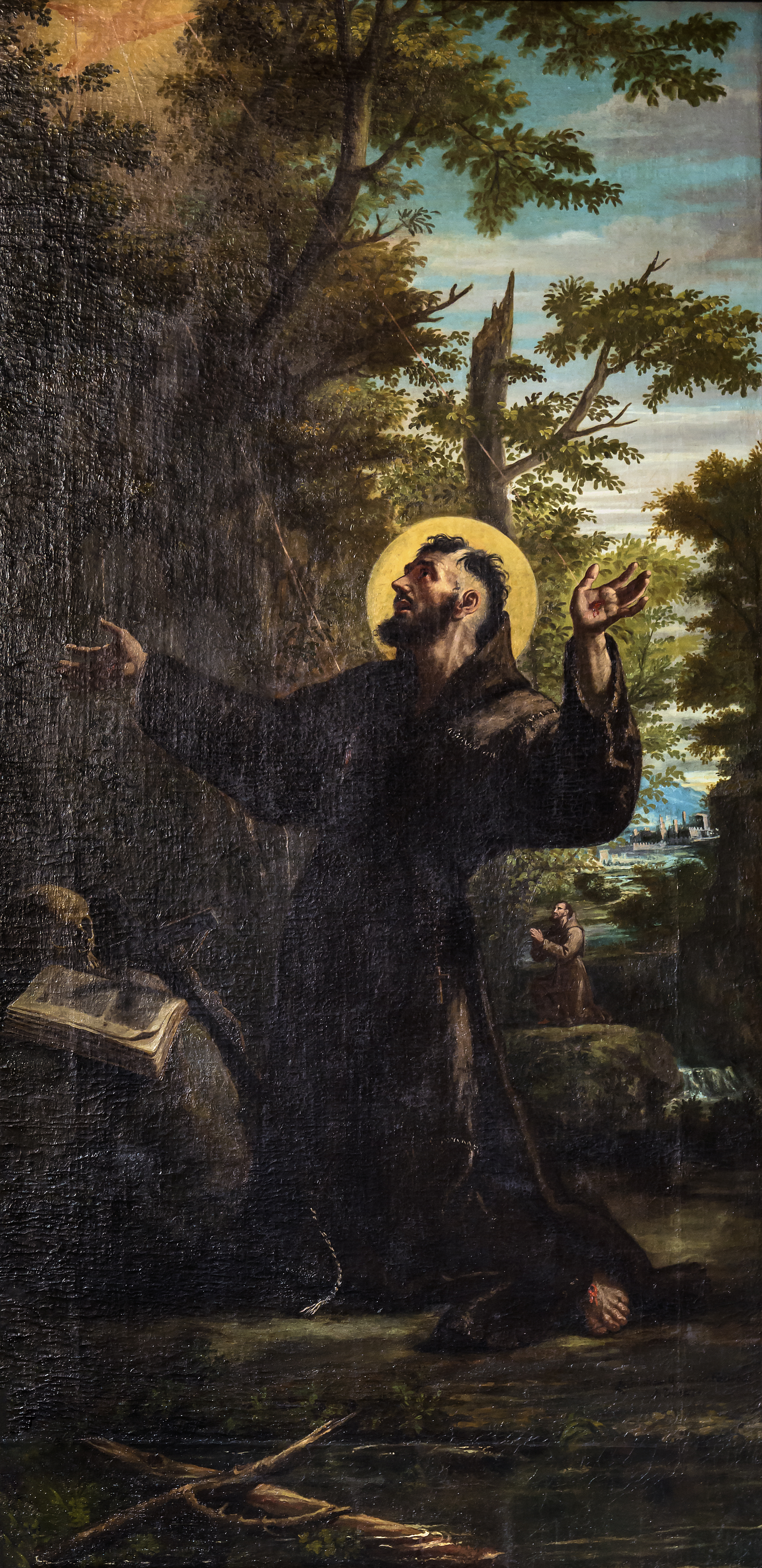
アッシジのフランチェスコ、ヴェネツィアのジェズ教会の装飾画
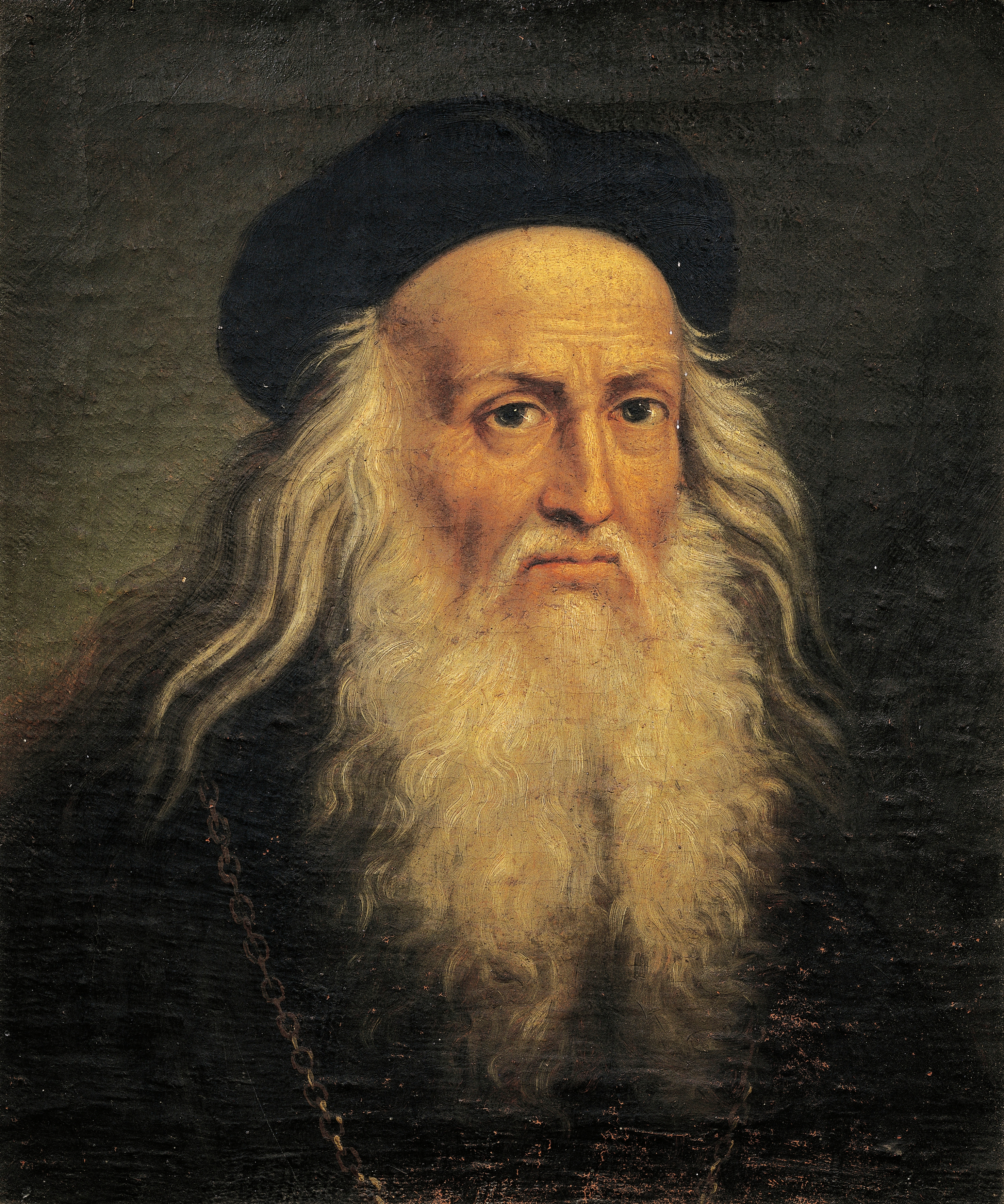
レオナルド・ダ・ヴィンチ

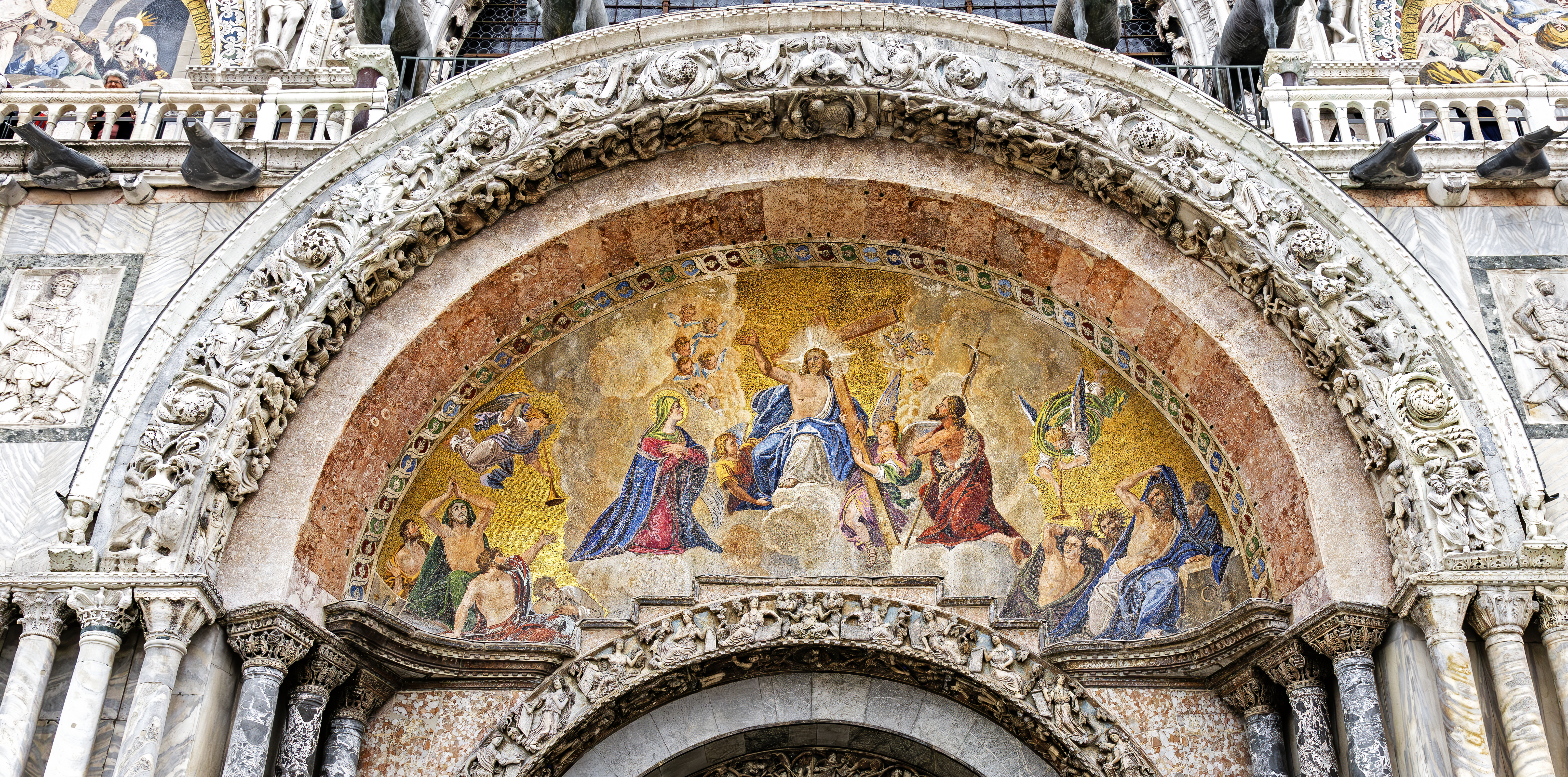
サン・マルコ寺院のモザイク
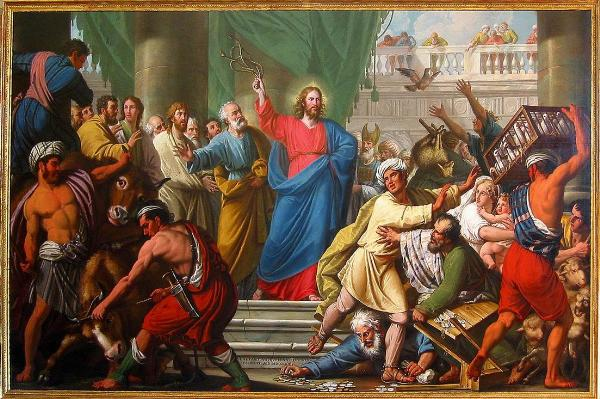
寺院からの商人の追放